# Грчка на Европском првенству у атлетици на отвореном 2016.
Грчка је учествовала на 23. Европском првенству у атлетици на отвореном 2016. одржаном у Амстердаму од 6. до 10. августа. Ово је било двадест треће Европско првенство у атлетици у дворани на којем је Грчка учествовала, односно учествовала је на свим првенствима до данас. Репрезентацију Грчке представљало је 34 спортиста (15 мушкараца и 19 жена) који су се такмичили у 26 дисциплина (10 мушких и 16 женских).
У укупном пласману Грчка је са две освојене медаље (једна златна и једна бронзана) поделила 14. место.
У табели успешности према броју и пласману такмичара који су учествовали у финалним такмичењима (првих 8 такмичара) Грчка је са 9 учесника у финалу заузела 17. место са 36 бодова.
| Пл. | Земља | 1. место | 2. место | 3. место | 4. место | 5. место | 6. место | 7. место | 8. место | Бр. фин. | Бодови |
| --- | ----- | -------- | -------- | -------- | -------- | -------- | -------- | -------- | -------- | -------- | ------ |
| 17. | Грчка | 1 - 8    | 0        | 1 − 6    | 2 − 10   | 0        | 3 - 9    | 1 − 2    | 1 - 1    | 9        | 36     |

## Освајачи медаља (2)

### Злато
- Катерина Стефаниди — Скок мотком

### Бронза
- Параскеви Папахристу — Троскок

## Учесници
| Мушкарци: - Ликургос-Стефанос Цаконас — 200 м - Костадинос Келаузос — Полумаратон - Костадинос Дувалидис — 110 м препоне - Костадинос Баниотис — Скок увис - Костадинос Филипидис — Скок мотком - Димитриос Патсоукакис — Скок мотком - Mihaíl Mertzanídis-Despotéris — Скок удаљ - Јоргос Цаконас — Скок удаљ - Николаос Каспис — Скок удаљ - Димитриос Цијамис — Троскок - Димитриос Балтадурос — Троскок - Николаос Скарвелис — Бацање кугле - Михаил Анастасакис — Бацање кладива - Јоанис Кариазис — Бацање копља - Параскевас Батзавалис — Бацање копља | Жене: - Марија Белимпасаки — 100 м, 200 м, 4 х 100 м - Ирини Василиоу — 400 м, 4 х 400 м - Ана Василиоу — 400 м, 4 х 400 м - Анастасија-Панајиота Маринакоу — 1.500 м - Алекси Папас — 5.000 м, 10.000 м - Оуранија Ребоули — Полумаратон - Елисавет Песиридоу — 100 м препоне, 4 х 100 м - Марија Гагу — 4 х 100 м - Елисавет Песириду — 4 х 100 м - Екатерини Далака — 4 х 100 м, 4 х 400 м - Деспина Моурта — 4 х 400 м - Екатерини Стефаниди — Скок мотком - Николета Киријакопулу — Скок мотком - Хаидо Алексоули — Скок удаљ - Ефтимија Колокита — Скок удаљ - Параскеви Папахристу — Троскок - Стаматиа Скарвелис — Бацање кугле - Хрисула Анагностопулу — Бацање диска - Софија Ифантидоу — Седмобој |  |

## Резултати

### Мушкарци
| Атлетичар                     | Дисциплина     | Лични рекорд | Квалификације         | Квалификације         | Полуфинале            | Полуфинале   | Финале               | Финале       | Детаљи |
| Атлетичар                     | Дисциплина     | Лични рекорд | Резултат              | Место                 | Резултат              | Место        | Резултат             | Место        | Детаљи |
| ----------------------------- | -------------- | ------------ | --------------------- | --------------------- | --------------------- | ------------ | -------------------- | ------------ | ------ |
| Ликургос-Стефанос Цаконас     | 200 м          | 20,09        | Директно у полуфинале | Директно у полуфинале | 20,48                 | 4. у гр. 3   | Није се квалификовао | 7 / 35       |        |
| Костадинос Келаузос           | Полумаратон    | 1:08:01      |                       |                       |                       |              | 1:08:09              | 61 / 84 (92) |        |
| Костадинос Дувалидис          | 110 м препоне  | 13,33 НР     | Директно у полуфинале | Директно у полуфинале | 13,50                 | 4. у гр. 3   | Није се квалификовао | 11 / 32      |        |
| Костадинос Баниотис           | Скок увис      | 2,34         | 2,25 КВ, =ЛРС         | 4. у гр. А            |                       |              | 2,24                 | 6 / 23       |        |
| Костадинос Филипидис          | Скок мотком    | 5,91 НР      | 5,50 кв               | 3. у гр. А            | 5,30                  | 7 / 27 (28)  |                      |              |        |
| Димитриос Патсоукакис         | Скок мотком    | 5,62         | 5,35                  | 13. у гр. Б           | Нису се квалификовали | 19 / 27 (28) |                      |              |        |
| Mihaíl Mertzanídis-Despotéris | Скок удаљ      | 8,05         | 7,76                  | 6. у гр. Б            | Нису се квалификовали | 15 / 24 (25) |                      |              |        |
| Јоргос Цаконас                | Скок удаљ      | 8,25         | 7,45                  | 11. у гр. Б           | Нису се квалификовали | 23 / 24 (25) |                      |              |        |
| Николаос Каспис               | Скок удаљ      | 8,00         | 8,19 КВ               | 13. у гр. А           | Нису се квалификовали | 24 / 24 (25) |                      |              |        |
| Димитриос Цијамис             | Троскок        | 17,55 НР     | 16,16                 | 12. у гр. А           | Нису се квалификовали | 22 / 27      |                      |              |        |
| Димитриос Балтадурос          | Троскок        | 16,64        | 15,99                 | 12. у гр. Б           | Нису се квалификовали | 25 / 27      |                      |              |        |
| Николаос Скарвелис            | Бацање кугле   | 20,61        | 20,11 кв              | 4. у гр. А            | 19,55                 | 11 / 27 (29) |                      |              |        |
| Михаил Анастасакис            | Бацање кладива | 77,08        | 74,01 кв              | 3. у гр. Б            | 75,89                 | 4 / 28       |                      |              |        |
| Јоанис Кариазис               | Бацање копља   | 81,87        | 81,92 КВ, ЛР          | 4. у гр. А            | 75,57                 | 12 / 30 (32) |                      |              |        |
| Параскевас Батзавалис         | Бацање копља   | 81,45        | 77,86                 | 11. у гр. Б           | Није се квалификовао  | 22 / 30 (32) |                      |              |        |

### Жене
| Атлетичарка                    | Дисциплина    | Лични рекорд | Квалификације | Квалификације | Полуфинале            | Полуфинале   | Финале                | Финале       | Детаљи |
| Атлетичарка                    | Дисциплина    | Лични рекорд | Резултат      | Место         | Резултат              | Место        | Резултат              | Место        | Детаљи |
| ------------------------------ | ------------- | ------------ | ------------- | ------------- | --------------------- | ------------ | --------------------- | ------------ | ------ |
| Марија Белимпасаки             | 100 м         | 11,34        | 11,55 кв, ЛРС | 7. у гр. 1    | 11,62                 | 6. у гр. 1   | Нису се квалификовале | 17 / 31      |        |
| Марија Белимпасаки             | 200 м         | 23,12        | 23,03 КВ, ЛР  | 1. у гр. 4    | 23,16                 | 4. у гр. 1   | Нису се квалификовале | 9 / 36       |        |
| Ирини Василиоу                 | 400 м         | 52,12        | 53,86 КВ      | 2. у гр. 3    | 52,58                 | 6. у гр. 3   | Нису се квалификовале | 14 / 30 (31) |        |
| Ана Василиоу                   | 400 м         | 52,50        | 53,98 кв      | 5. у гр. 2    | 53,77                 | 8. у гр. 1   | Нису се квалификовале | 22 / 30 (31) |        |
| Анастасија-Панајиота Маринакоу | 1.500 м       | 4:10,63      | 4:16,53       | 10. у гр. 2   |                       |              | Нису се квалификовале | 18 / 21      |        |
| Алекси Папас                   | 5.000 м       | 15:28,38     |               |               |                       |              | 15:56,75              | 11 / 12      |        |
| Алекси Папас                   | 10.000 м      | 31:46,85     | 32:27,80      | 11 / 16 (18)  |                       |              |                       |              |        |
| Оуранија Ребоули               | Полумаратон   | 1:16:57      | 1:11:52 НР    | 6 / 81 (90)   |                       |              |                       |              |        |
| Елисавет Песириду              | 100 м препоне | 12,93        | 12,98 КВ      | 1. у гр. 2    | 12,95 КВ              | 2. у гр. 2   | 13,05                 | 6 / 31 (32)  |        |
| Марија Гагу                    | 4 х 100 м     | 43,07 НР     | 44,58         | 6. у гр. 1    |                       |              | Нису се квалификовале | 14 / 15 (16) |        |
| Елисавет Песириду²             | 4 х 100 м     | 43,07 НР     | 44,58         | 6. у гр. 1    |                       |              | Нису се квалификовале | 14 / 15 (16) |        |
| Екатерини Далака               | 4 х 100 м     | 43,07 НР     | 44,58         | 6. у гр. 1    |                       |              | Нису се квалификовале | 14 / 15 (16) |        |
| Марија Белимпасаки²            | 4 х 100 м     | 43,07 НР     | 44,58         | 6. у гр. 1    |                       |              | Нису се квалификовале | 14 / 15 (16) |        |
| Екатерини Далака               | 4 х 400 м     | 3:26,33 НР   | 3:31,66 НРС   | 6. у гр. 2    | 10 / 16               |              | Нису се квалификовале |              |        |
| Ана Василиоу²                  | 4 х 400 м     | 3:26,33 НР   | 3:31,66 НРС   | 6. у гр. 2    | 10 / 16               |              | Нису се квалификовале |              |        |
| Деспина Моурта                 | 4 х 400 м     | 3:26,33 НР   | 3:31,66 НРС   | 6. у гр. 2    | 10 / 16               |              | Нису се квалификовале |              |        |
| Ирини Василиоу²                | 4 х 400 м     | 3:26,33 НР   | 3:31,66 НРС   | 6. у гр. 2    | 10 / 16               |              | Нису се квалификовале |              |        |
| Катерина Стефаниди             | Скок мотком   | 4,86 НР      | 4,50 кв       | 1. у гр. Б    | 4,81 РЕП              |              |                       |              |        |
| Николета Киријакопулу          | Скок мотком   | 4,83         | 4,45 кв       | 3. у гр. А    | 4,55                  | 4 / 24 (25)  |                       |              |        |
| Хаидо Алексоули                | Скок удаљ     | 6,78         | 6,43          | 7. у гр. Б    | Нису се квалификовале | 14 / 24 (26) |                       |              |        |
| Ефтимија Колокита              | Скок удаљ     | 6,66         | 5,91          | 12. у гр. А   | Нису се квалификовале | 24 / 24 (26) |                       |              |        |
| Параскеви Папахристу           | Троскок       | 14,73        | 14,00 КВ      | 4. у гр. A    | 14,47                 |              |                       |              |        |
| Стаматиа Скарвелис             | Бацање кугле  | 16,75        | 15,50         | 13. у гр. А   | Није се квалификовала | 26 / 27      |                       |              |        |
| Хрисула Анагностопулу          | Бацање диска  | 61,40        | 59,13 КВ      | 5. у гр. А    | 59,23                 | 9 / 26       |                       |              |        |

- Такмичарке у штафетама које су означене бројем учествовале су у појединачним дисциплинама.

#### Седмобој
| Дисциплина    | Софија Ифантидоу | Софија Ифантидоу | Софија Ифантидоу | Софија Ифантидоу | Софија Ифантидоу | Софија Ифантидоу |
| Дисциплина    | Лич. рек.        | Резултат         | Бод.             | Плас.            | Укупно           | Плас.            |
| ------------- | ---------------- | ---------------- | ---------------- | ---------------- | ---------------- | ---------------- |
| 100 м препоне | 13,54            | 13,79            | 1.008            | 10.              | 1.008            | 10.              |
| Скок увис     | 1,72             | 1,65             | 795              | 16.              | 1.803            | 18.              |
| Бацање кугле  | 13,65            | 13,23 ЛРС        | 743              | 16.              | 2.546            | 16.              |
| 200 м         | 25,30            | 26,08            | 790              | 16.              | 3.336            | 18.              |
| Скок удаљ     | 6,14             | 6,04 ЛРС         | 862              | 9.               | 4.198            | 14.              |
| Бацање копља  | 57,50            | 56,36            | 984              | 1.               | 5.182            | 8.               |
| 800 м         | 2:16,75          | 2:18,59          | 843              | 11.              | 6.025            | 8.               |
| Седмобој      | 6.113            |                  |                  |                  | 6.025            | 8 / 15 (21)      |